# Горді Хоу
Гордон «Го́рді» Хоу (Гов, англ. Gordon "Gordie" Howe; 31 березня 1928, Флорал, Саскачеван, Канада — 10 червня 2016, Огайо, США) — видатний професіональний хокеїст, нападник. У НХЛ почав грати з 1946, а загалом його хокейна кар'єра тривала 35 років. 2008 року першим відзначений званням «Довічне досягнення» в Національній хокейній лізі.

## Дитинство
Горді Хоу народився на фермі Флорал в провінції Саскачеван. У багатодітній родині Еба та Кет Хоу було дев'ятеро дітей, яким судилося зростати в тяжкі роки Великої депресії. Майже одразу після народження Гордона (Горді) сім'я переїжджає до Саскатуна, міста, в якому довелося працювати його батькові. Влітку юнак мусив допомагати батькові на будівництві.
Ще в дитинстві Горді був дуже худорлявим, лікарі побоювалися, що в його організмі дефіцит кальцію, а це могло призвести до атрофії кісток і захворювання хребта. Як і більшість канадських дітлахів, Горді займався хокеєм, а з восьми років — уже грав у місцевій шкільній команді «Кінг Джорж». Спочатку був воротарем, але за побажанням тренера Боббі Трікі змінив ігрове амплуа — став захисником. Згодом, набувши досвіду та маючи добру швидкість і неординарну техніку, став правим нападником. Ця позиція закріпилася за ним на решту хокейного життя.

## Хет-трик Горді Хоу

Горді та Террі

У хокеї з шайбою існує неофіційний термін «хет-трик Горді Хоу» — якщо в одному матчі гравець забиває гол, робить результативну передачу та бере участь у бійці. Цю сукупність дій назвали на честь Горді Хоу, відомого як швидкісний, здібний гравець та активний забіяка.
«Хет-трик Горді Хоу» — не офіційна статистика. Його концепцію вивели порівняно недавно (після сезону 1996/97). Однак і раніше деякі статистики вели свої окремі підрахунки, а тепер це досить популярна категорія. Чимало команд: «Сан-Хосе Шаркс», «Калгарі Флеймс», «Нашвілл Преаторс», «Едмонтон Ойлерс», «Оттава Сенаторс», «Піттсбург Пінгвінс» та «Монреаль Канадієнс» ведуть офіційну статистику цих досягнень.
Уперше Горді Хоу запам'ятався такими досягненнями 10 жовтня 1953 та 21 березня 1954 року. Відтоді сукупність хокейних елементів (гол+пас+бійка) назвали його ім'ям. Однак результативні гравці-забіяки були й до нього. Уперше таку ситуацію зафіксували 1917 року: це сталося 26 грудня з гравцем «Торонто Аренас» — Гаррі Камероном.

## Сім'я Гордона Хоу
Сім'я — це ще один приклад наслідування для північноамериканського суспільства. Вихований на християнських цінностях, Гордон не давав собі послаблень. Але завжди, у скрутні часи, після травм чи спортивних невдач, відчував підтримку своєї великої родини (братів і сестер, дружини та синів з онуками). Окрім емоційної підтримки, мав і спортивну, адже його брати також займалися хокеєм (хоч і не так успішно). Також два його сини пішли слідами батька. Марку, Мартіну та Горді Хоу навіть вдалося декілька років пограти разом в одній команді. Третій його син, Мюррей, став лікарем і батьковим помічником у громадських справах.

### Вік Хоу
Його молодший брат, Вік Хоу (нар. 2 листопада 1929, Саскатун, Саскачеван) — професійний хокеїст, правий крайній нападник. Включений до «Залу сімейної слави НХЛ» разом з братом Гордоном та племінниками Марком і Марті Хоу.
У НХЛ відіграв три сезони (провів 33 гри, забив 3 голи та зробив 4 асистування)
- 1950-51 Нью-Йорк Рейнджерс НХЛ 3 гри 1 гол 0 пас 1 очко 2 вилучення
- 1953-54 Нью-Йорк Рейнджерс НХЛ 1 0 0 0 0
- 1954-55 Нью-Йорк Рейнджерс НХЛ 29 2 4 6 10

У ВХЛ (західній хокейній лізі) зіграв 5 сезонів (провів понад 70 ігор, забив 18 шайб, зробив близько 30 асистувань)
- 1952-53 Саскатун Квакери ВХЛ 1 0 0 0 2
- 1953-54 Саскатун Квакери ВХЛ 65 15 23 38 35
- 1954-55 Ванкувер Кенакс ВХЛ ?? 3 6 9 2
- 1954-55 Саскатун Квакери ВХЛ ?? ?? ?? ?? ??
- 1955-56 Регіна/Брандоне Регал ВХЛ 3 0 0 0 0

У ЕХЛ (східній хокейній лізі) зіграв 3 сезони (провів 171 гру, забив 63 шайби, зробив близько 110 асистувань)
- 1950-51 Нью-Йорк Rovers ЕХЛ 53 15 24 39 55
- 1951-52 Нью-Йорк Rovers ЕХЛ 59 21 34 55 15
- 1952-53 Трой Анкл Сем (троянці)ЕХЛ 59 27 52 79 23

## Нагороди та досягнення

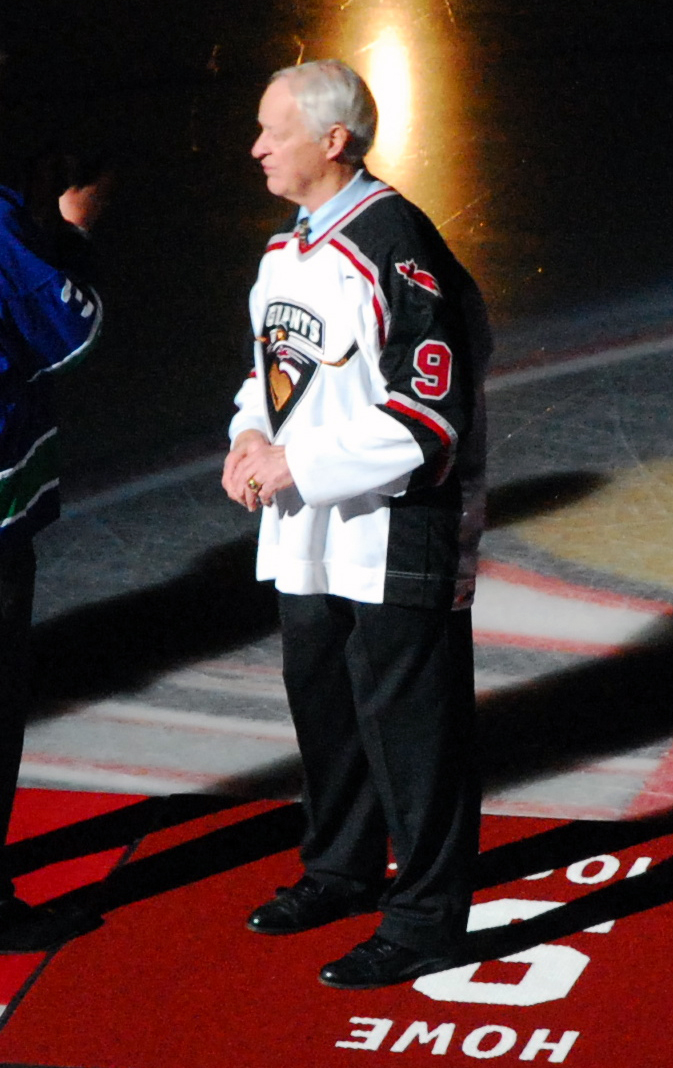

- Володар «Кубка Стенлі» — 1950, 1952, 1954, 1955
- Володар «Арт Росс Трофі Меморіал» — 1951, 1952, 1953, 1954, 1957, 1963.
- Володар «Харт Меморіал Трофі» — 1952, 1953, 1957, 1958, 1960, 1963.
- Приз «Лестер Б. Патрік» — 1967.
- Приз «Ліонель Коначер» — 1963.
- Присвоєно титул офіцера «Ордена Канади» в 1971 році.
- Занесений в «Зал Слави Хокею» — Національної хокейної ліги (НХЛ) у 1972 році.
- Занесений в Канаді в «Спортивний Зал Слави» у 1975 році.
- Здобув «Авко Світ Трофі» — 1974, 1975
- Занесений в «Канадську Алею Слави» у 2000 році.
- Найперший відзначений званням «Довічне досягнення» — в Національній хокейній лізі у 2008 році.
- Зіграв в матчах НХЛ «Всі Зірки» — 23 рази.
- Названий в НХЛ «Всі Зірки» — головною зіркою команди 12 разів.
- Названий в НХЛ «Всі Зірки» — другою головною зіркою команди 9 разів.
- Приз «Гері Л. Девідсон Трофі» — 1974.
- Зіграв у Всесвітній хокейній асоціації в команді «Всіх Зірок» — 2 рази.
- 20 сезонів входив до п'ятірки найкращих гравців НХЛ за набраними очками.
- В 1998 році він зайняв 3 позицію в Списку 100 найвідоміших хокеїстів. Названий найкращим правим нападником.
- Йому довічно присвоєно номер «9» у Детройт Ред Вінгс і Гартворд Вейлерс. Той самий номер йому надано в Американській хокейній лізі (АХЛ).
- Зіграв найбільше ігор у НХЛ — 1767 (впродовж регулярних сезонів).
- Зіграв найбільше ігор у НХЛ та ВХЛ — 2186 (упродовж регулярних сезонів).
- Зіграв найбільше всіх ігор у НХЛ та ВХЛ — 2421 (упродовж регулярних сезонів та матчів плейоф).
- Провів найбільше сезонів у НХЛ — 26.
- Провів найбільше сезонів у НХЛ та ВХЛ — 32.
- Забив найбільшу кількість шайб (бувши крайнім нападником — правим) — 801 гол у НХЛ.
- Зробив найбільшу кількість асистувань (бувши крайнім нападником — правим) — 1049 асистів у НХЛ.
- Набрав найбільшу кількість очок (бувши крайнім нападником — правим) — 1850 очок у НХЛ.
- Набрав найбільшу кількість очок у категорії «Комбо — батько/син» (разом з сином Марком) — 2592 очки в НХЛ.
- Перший в історії гравець, що забив понад 1000 шайб у НХЛ і ВХЛ.
- Найстаріший в історії хокеїст, що грав у НХЛ — виступав у віці 52 роки.

## Статистика
Скорочення: І = Ігри, Г = Голи, П = Паси, О = Очки, Штр = Штрафний час у хвилинах
| 1945-46      | «Омаха Найтс»         | USHL         | 51   | 22  | 26   | 48   | 53   | 6   | 2  | 1  | 3   | 15  |
| 1946-47      | «Детройт Ред-Вінгс»   | НХЛ          | 58   | 7   | 15   | 22   | 52   | 5   | 0  | 0  | 0   | 18  |
| 1947-48      | «Детройт Ред-Вінгс»   | НХЛ          | 60   | 16  | 28   | 44   | 63   | 10  | 1  | 1  | 2   | 11  |
| 1948-49      | «Детройт Ред-Вінгс»   | НХЛ          | 40   | 12  | 25   | 37   | 57   | 11  | 8  | 3  | 11  | 19  |
| 1949-50      | «Детройт Ред-Вінгс»   | НХЛ          | 70   | 35  | 33   | 68   | 69   | 1   | 0  | 0  | 0   | 7   |
| 1950-51      | «Детройт Ред-Вінгс»   | НХЛ          | 70   | 43  | 43   | 86   | 74   | 6   | 4  | 3  | 7   | 4   |
| 1951-52      | «Детройт Ред-Вінгс»   | НХЛ          | 70   | 47  | 39   | 86   | 78   | 8   | 2  | 5  | 7   | 2   |
| 1952-53      | «Детройт Ред-Вінгс»   | НХЛ          | 70   | 49  | 46   | 95   | 57   | 6   | 2  | 5  | 7   | 2   |
| 1953-54      | «Детройт Ред-Вінгс»   | НХЛ          | 70   | 33  | 48   | 81   | 109  | 12  | 4  | 5  | 9   | 31  |
| 1954-55      | «Детройт Ред-Вінгс»   | НХЛ          | 64   | 29  | 33   | 62   | 68   | 11  | 9  | 11 | 20  | 24  |
| 1955-56      | «Детройт Ред-Вінгс»   | НХЛ          | 70   | 38  | 41   | 79   | 100  | 10  | 3  | 9  | 12  | 8   |
| 1956-57      | «Детройт Ред-Вінгс»   | НХЛ          | 70   | 44  | 45   | 89   | 72   | 5   | 2  | 5  | 7   | 6   |
| 1957-58      | «Детройт Ред-Вінгс»   | НХЛ          | 64   | 33  | 44   | 77   | 40   | 4   | 1  | 1  | 2   | 0   |
| 1958-59      | «Детройт Ред-Вінгс»   | НХЛ          | 70   | 32  | 46   | 78   | 57   | —   | —  | —  | —   | —   |
| 1959-60      | «Детройт Ред-Вінгс»   | НХЛ          | 70   | 28  | 45   | 73   | 46   | 6   | 1  | 5  | 6   | 4   |
| 1960-61      | «Детройт Ред-Вінгс»   | НХЛ          | 64   | 23  | 49   | 72   | 30   | 11  | 4  | 11 | 15  | 10  |
| 1961-62      | «Детройт Ред-Вінгс»   | НХЛ          | 70   | 33  | 44   | 77   | 54   | —   | —  | —  | —   | —   |
| 1962-63      | «Детройт Ред-Вінгс»   | НХЛ          | 70   | 38  | 48   | 86   | 100  | 11  | 7  | 9  | 16  | 22  |
| 1963-64      | «Детройт Ред-Вінгс»   | НХЛ          | 69   | 26  | 47   | 73   | 70   | 14  | 9  | 10 | 19  | 16  |
| 1964-65      | «Детройт Ред-Вінгс»   | НХЛ          | 70   | 29  | 47   | 76   | 104  | 7   | 4  | 2  | 6   | 20  |
| 1965-66      | «Детройт Ред-Вінгс»   | НХЛ          | 70   | 29  | 46   | 75   | 83   | 12  | 4  | 6  | 10  | 12  |
| 1966-67      | «Детройт Ред-Вінгс»   | НХЛ          | 69   | 25  | 40   | 65   | 53   | —   | —  | —  | —   | —   |
| 1967-68      | «Детройт Ред-Вінгс»   | НХЛ          | 74   | 39  | 43   | 82   | 53   | —   | —  | —  | —   | —   |
| 1968-69      | «Детройт Ред-Вінгс»   | НХЛ          | 76   | 44  | 59   | 103  | 58   | —   | —  | —  | —   | —   |
| 1969-70      | «Детройт Ред-Вінгс»   | НХЛ          | 76   | 31  | 40   | 71   | 58   | 4   | 2  | 0  | 2   | 2   |
| 1970-71      | «Детройт Ред-Вінгс»   | НХЛ          | 63   | 23  | 29   | 52   | 38   | —   | —  | —  | —   | —   |
| 1973-74      | «Х'юстон Аерос»       | ВХА          | 70   | 31  | 69   | 100  | 46   | 13  | 3  | 14 | 17  | 34  |
| 1974-75      | «Х'юстон Аерос»       | ВХА          | 75   | 34  | 65   | 99   | 84   | 13  | 8  | 12 | 20  | 20  |
| 1975-76      | «Х'юстон Аерос»       | ВХА          | 78   | 32  | 70   | 102  | 76   | 17  | 4  | 8  | 12  | 31  |
| 1976-77      | «Х'юстон Аерос»       | ВХА          | 62   | 24  | 44   | 68   | 57   | 11  | 5  | 3  | 8   | 11  |
| 1977-78      | «Нью-Інгланд Вейлерс» | ВХА          | 76   | 34  | 62   | 96   | 85   | 14  | 5  | 5  | 10  | 15  |
| 1978-79      | «Нью-Інгланд Вейлерс» | ВХА          | 58   | 19  | 24   | 43   | 51   | 10  | 3  | 1  | 4   | 4   |
| 1979-80      | «Гартфорд Вейлерс»    | НХЛ          | 80   | 15  | 26   | 41   | 42   | 3   | 1  | 1  | 2   | 2   |
| 1997-98      | «Детройт Віперс»      | ІХЛ          | 1    | 0   | 0    | 0    | 0    | —   | —  | —  | —   | —   |
| Всього в НХЛ | Всього в НХЛ          | Всього в НХЛ | 1767 | 801 | 1049 | 1850 | 1685 | 157 | 68 | 92 | 160 | 220 |
| Всього в ВХА | Всього в ВХА          | Всього в ВХА | 419  | 174 | 334  | 508  | 399  | 78  | 28 | 43 | 71  | 115 |